# Othmar Hageneder

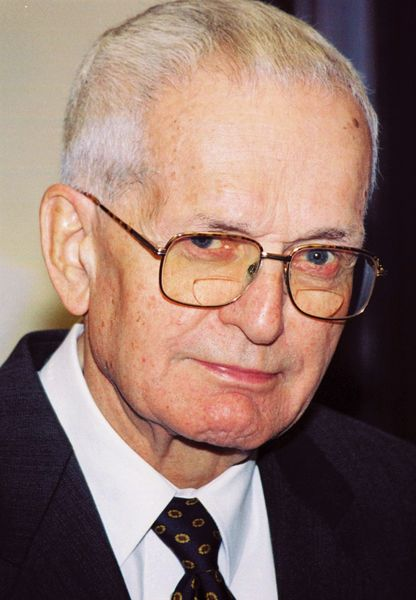
Othmar Hageneder, aufgenommen von Werner Maleczek im Jahr 2004.

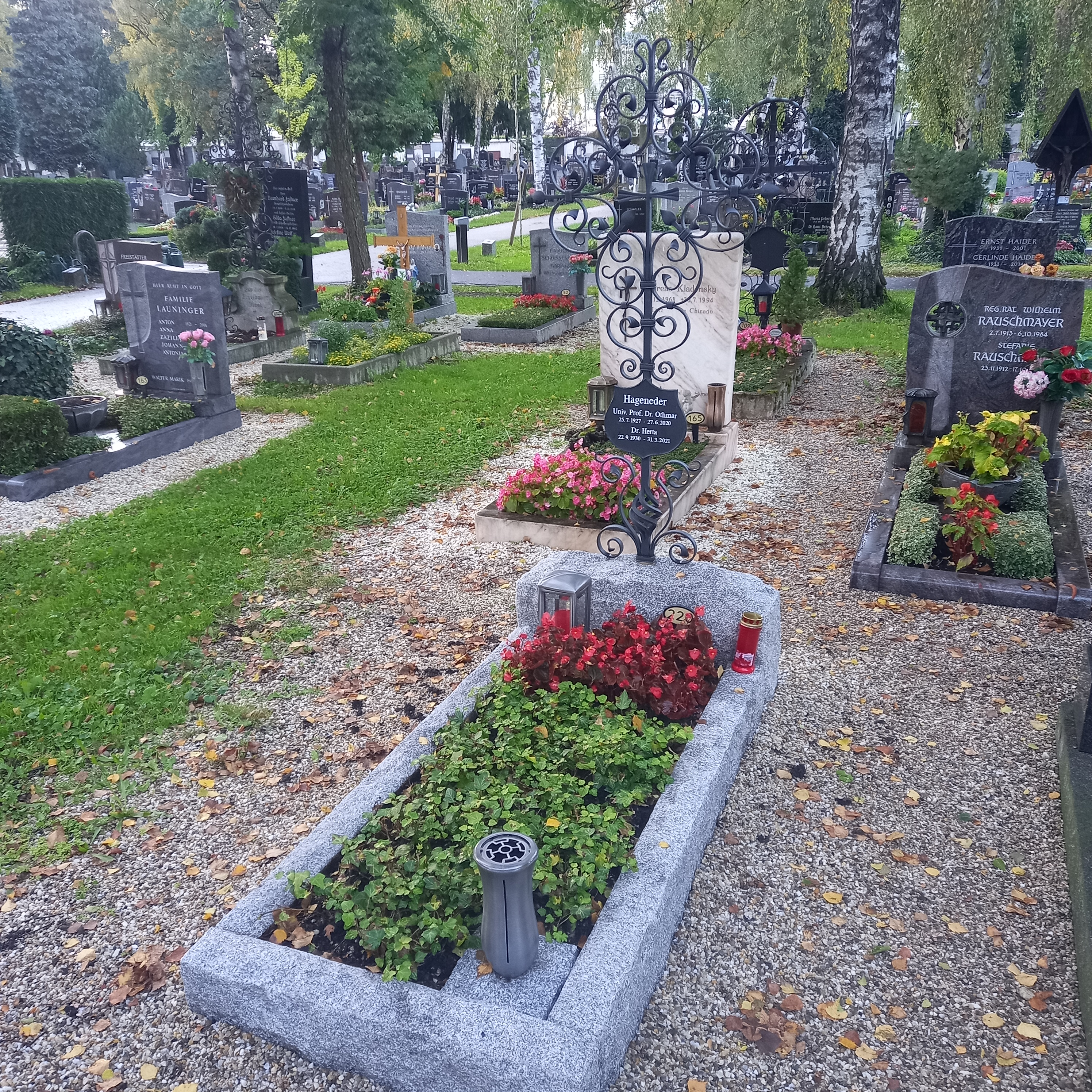
Das Grab von Othmar Hageneder und seiner Ehefrau Herta auf dem St. Barbara-Friedhof in Linz

Othmar Hageneder (* 25. Juli 1927 in Linz; † 27. Juni 2020 in Wien) war ein österreichischer Historiker. Er war ein international anerkannter Experte auf dem Gebiet der Papsturkunden. Außerdem erforschte er schwerpunktmäßig die Landesgeschichte Oberösterreichs.

## Leben und Werk
Der Sohn eines Polizeibeamten besuchte in Linz das akademische Gymnasium. Kurz vor Kriegsende wurde er noch zum Militär eingezogen und verwundet. Er studierte von 1946 bis 1952 auf Lehramt Geschichte und Geographie an der Universität Wien, außerdem absolvierte er den Ausbildungskurs am Institut für Österreichische Geschichtsforschung. Im Jahr 1951 wurde er promoviert mit einer Arbeit über die spätmittelalterliche Geschichte Oberösterreichs. Seine wichtigsten akademischen Lehrer waren Leo Santifaller und Alfons Lhotsky. 1952/53 war er Stipendiat am Österreichischen Kulturinstitut in Rom. Dort sollte er die Kanzleiregister des Papstes Innozenz III. für eine Edition bearbeiten. Von 1953 bis 1976 war er Beamter am Oberösterreichischen Landesarchiv in Linz. Im Jahr 1968 erfolgte seine Habilitation an der Universität Wien. Eine Berufung an die Universität Göttingen lehnte er ab. Im Jahr 1976 wurde er als ordentlicher Universitätsprofessor für Geschichte des Mittelalters und Historische Hilfswissenschaften an die Universität Innsbruck berufen.
Von 1980 bis zu seiner Emeritierung 1995 lehrte Hageneder als Nachfolger von Heinrich Appelt als Professor für Geschichte des Mittelalters und Historische Hilfswissenschaften an der Universität Wien. Er war ab 1981 korrespondierendes Mitglied der Zentraldirektion der Monumenta Germaniae Historica, ab 1984 korrespondierendes und 1992 wirkliches Mitglied der Österreichischen Akademie der Wissenschaften. Ihm wurde 1994 der Kulturpreis des Landes Oberösterreich verliehen. Im Jahr 2015 wurde er Ehrenmitglied der Gesellschaft für Landeskunde und Denkmalpflege. Hageneder war 56 Jahre mit Herta Hageneder verheiratet. Er verstarb im Juni 2020 im Alter von 92 Jahren. Seine Frau starb neun Monate später. Beide fanden ihre letzte Ruhestätte auf dem St. Barbara-Friedhof in Linz.
Seine Forschungsschwerpunkte waren die Papstdiplomatik, Sacerdotium und Regnum vom 11. bis 13. Jahrhundert, die Entstehung der Landesherrschaft, der Einfluss des kanonischen Rechts auf die spätmittelalterliche Urkunde und die weltliche Herrschaftstechnik. Er veröffentlichte eine grundlegende Arbeit über die geistliche Gerichtsbarkeit in Ober- und Niederösterreich bis zum Beginn des 15. Jahrhunderts. Bereits in frühen Jahren wurde er Mitarbeiter an der Edition der Register Papst Innozenz’ III., deren Leitung er bald übernahm. Die zwölf veröffentlichten Bände der kritischen Edition der Kanzleiregister Papst Innocenz’ III. gelten als sein Hauptwerk.

## Schriften (Auswahl)
Ein Schriftenverzeichnis erschien in: Mitteilungen des Instituts für Österreichische Geschichtsforschung 95, 1987, S. 314–321.
Monographien
- Die geistliche Gerichtsbarkeit in Ober- und Niederösterreich. Von den Anfängen bis zum Beginn des 15. Jahrhunderts (= Forschungen zur Geschichte Oberösterreichs. Band 10). Böhlau, Graz 1967.
- Il sole e la luna. Papato, impero e regni nella teoria e nella prassi dei secoli XII e XIII. Herausgegeben von Maria Pia Alberzoni. Übersetzt von Gabriele Ingegneri. Vita e Pensiero, Milano 2000, ISBN 88-343-0041-6.